# Cordavento
Cordavento es una agrupación musical formada en el año 1999 en la Ciudad de México, que nació como un proyecto musical de expansión que ha ido evolucionando con el paso del tiempo hasta llegar hoy a lo que ellos llaman simplemente “fusión” para resumir el estilo en un solo nombre. 
La música de Cordavento es una interpretación personal de algunos ritmos tradicionales de diversas partes del mundo como: rumba, bossa nova, reggae, bembé, sones cubanos, son jarocho, huapango, tango, joropo, danzón, bolero, flamenco, rock, samba, jazz, swing, lounge, trova, world beat y pop entre otros.
El proyecto Cordavento ha buscado siempre el contacto con diferentes culturas para difundir la música latina junto con una amplia gama de estilos.

## Integrantes
- Pamela Beltrán (Voz, percusiones).
- José Carlos Astiazarán (Guitarras, voz).
- Eduardo Reyes (Piano, teclados).
- Guillermo Trejo (Batería, percusiones, bajo).
- Diego Ávila (Bajo).
- Ricardo Larrea (Teclados, secuencias).

## Historia
El dueto Cordavento, se encontraba grabando su primer material discográfico en la primavera de 1999 en el estudio de grabación Garden City Music. Ahí fue donde se conocieron José Carlos Astiazarán (del dueto original), Eduardo Reyes, que fungía como ingeniero de grabación y Guillermo Trejo que había sido convocado para programar algunas secuencias para el disco. A partir de las grandes coincidencias musicales y lo que cada uno aportaba a la producción comenzó a surgir la idea de convertir el dueto de trova en una banda de fusión, mucho más formal. El bajista y actual integrante del dueto Duek, Diego Ávila fue invitado a tocar el bajo en la producción y pronto se integró al grupo.
En enero del año 2001 se conforma formalmente el grupo Cordavento con José Carlos Astiazarán en la guitarra y voz, Eduardo Reyes en los teclados, Guillermo Trejo en la batería y Diego Ávila en el bajo. Para febrero de ese año se integra al grupo Pamela Beltrán como vocalista y percusionista.
A mediados de 2001 José Ávila, productor y fundador del grupo Los Folkloristas produce el primer álbum formal de la banda que lleva el título "Dos". Para la grabación de este álbum Fernando Delgadillo accede a participar en un trío al lado de Pamela y José Carlos en la versión que realiza Cordavento de la canción de su autoría "De los amores peregrinos".
El disco es presentado en la Ciudad de México en la Planta de Luz de Germán Dehesa y a partir de ahí Cordavento comienza a presentarse en diversos foros de la República Mexicana.
En 2003 el tecladista Eduardo Reyes abandona la agrupación y entra a sustiturilo Ricardo Larrea.
Ese mismo año Cordavento gana la convocatoria "Artes por Todas Partes" que organiza la Secretaría de Cultura de la Ciudad de México y comienza a prepararse la grabación del siguiente material discográfico que llevará por nombre Cordavento.
A principios de 2004 Cordavento graba el álbum homónimo contando con la participación de músicos destacados como José Ávila del grupo Los Folkloristas, Santiago Ávila, Luis Ernesto Martínez de La gusana ciega y David Filio del dueto Mexicanto. El disco es grabado por Carlos Walraven en el estudio Zona de Intolerancia y es presentado en Plaza Loreto y La Planta de Luz.
En 2005 Cordavento obtiene de nuevo el reconocimiento de Artes por Todas Partes y comienzan una pequeña gira por la Ciudad de México, presentándose en diversos escenarios. Ese mismo año dejan la agrupación Diego y Ricardo. Cordavento toma un receso de los escenarios.
En 2007 Eduardo Reyes regresa al grupo y Cordavento comienza a trabajar en la composición de nuevos temas.
Cordavento se ha presentado en diversos escenarios como: La Planta de Luz, el Auditorio de La Reforma en Puebla, la Universidad Panamericana, el Instituto Tecnológico de Monterrey, el Bataclán, La Glorieta del Metro Insurgentes, el teatro Wilberto Cantón, la casa de la cultura José Martí, la cafebrería El Péndulo, el Parque Solidaridad, el parque Huayamilpas, el Reclusorio Norte, el Instituto Mexicano de la Radio, el teatro El Hábito, El Centro Nacional de las Artes, entre otros. Han compartido el escenario con artistas de la talla de Los Folkloristas, Fernando Delgadillo, Mexicanto, Edgar Oceransky, Gerardo Peña, Enrique Quezadas, El Negro Ojeda, David Haro, Rafael Mendoza, Gerardo Pablo, Los Tres Huastecos, entre otros.

## Discografía
(Álbumes publicados por Cordavento)
- 1999 Viento en Popa a Barlovento | Independiente | City Garden Music
- 2001 Dos | Discos Pueblo | Fonarte Latino
- 2004 Cordavento | Cordavento | Fonarte Latino

(Álbumes publicados por Fonarte Latino.)
- 2006 1 2 3 por la Trova Vol. 1 | Discos Pueblo | Fonarte Latino
- 2007 1 2 3 por la Trova Vol. 2 | Discos Pueblo | Fonarte Latino

## Enlaces Relacionados
- http://www.rock.com.mx/cordavento.html